# Lucky You
Lucky You é um filme norte-americano de 2007 dirigido por Curtis Hanson.
Gravado em Las Vegas, tem como atores principais Eric Bana, Drew Barrymore, Robert Duvall e Debra Messing.

## Produção
Eric Bana foi colocado no papel principal em setembro de 2004. Drew Barrymore foi anunciada em janeiro de 2005, mas quase não aceitou o papel porque não sabia cantar.  Debra Messing entrou para o cast em Fevereiro de 2005. Doyle Brunson serviu como consultor de poker no filme. Eric Bana e Robert Duvall foram treinados por meses por Brunson sobre como jogar como jogadores de poker profissionais. Matt Savage serviu como consultor de torneio, enquanto Jason Lester serviu como consultor em cenas envolvendo o campeonato do Main Event.
As filmagens começaram em 28 de março de 2005, em Las Vegas, Nevada, onde ocorreu a maioria das filmagens. A filmagem ocorreu durante nove dias no estacionamento do Dino's Lounge no South Las Vegas Boulevard. Um conjunto foi construído em um cenário em Los Angeles, que foi usado para cenas de interiores. Outros locais de filmagem em Las Vegas incluíram as fontes do  resort Bellagio, Binion's Gambling Hall and Hotel, e o timeshare do Jockey Club em Las Vegas Strip.

## Sinopse
O filme conta a história de Huck Cheever (Bana), um jogador de pôquer profissional que participa do World Series of Poker 2003. Na disputa pelo título, encontra como principal obstáculo seu pai, L.C. Cheever (Robert Duvall) que abandonou sua mãe há anos. Enquanto tenta vencer o campeonato e exorcizar seus próprios demônios, Cheever conhece Billie Offer (Barrymore), uma esforçada cantora de cassino que irá lhe ensinar uma grande lição de vida.